# ゴールデンオーガ
ゴールデンオーガ(GOLDEN OGRE)は、タイトーのコンピューターゲーム『ダライアス外伝』に登場する架空の宇宙戦艦。ここでは改修強化型のストームコーザーや、他の深海魚型キャラクターも記載。

## 特徴
ダライアス外伝を象徴するボスキャラクターの一体で、コードネームはオニキンメ。
デモ画面ではベルサー軍突撃侵攻部隊の指揮艦として描かれており、ゲーム内でもAゾーンのボスとして真っ先に登場する。
3Dモデル化されたパーツを2Dドットとして落とし込んだ後、それらを組み合わせて機体形状を構成するという、1994年当時としては斬新な描画法を採用しており、この点を活用した諸動作が積極的に多用されている。これは改修強化型であるストームコーザーの攻撃方法のみならず、エンディングにおけるスタッフロール背景でのデモアクションにも活用されている。

## 能力
Aゾーン最後の方で、画面奥から泳いできて接近する。名前ではゴールデン（金色）となっているが、ゲームでは黄金色が混じった黄色という色合いで、目は緑、関節部分は銀色。
尾鰭で高層ビルを粉々に吹き飛ばす登場をする。鰓部分から多数のモノリス弾を放出し、腹部砲塔からのロングレーザーに加え、胴体には埋め込み型の砲塔があり、それをランダムに体表から出現させて撃つ。尾鰭には強風を起こす能力があり、その風圧はシルバーホークを左後方へ押しやるほど。
口から吐く大型ビーム砲はアームでも防ぐことが出来ない。しかし、特徴の口を完全に閉じることが出来ない構造上、口内の弱点部分が露出している。同じく特徴の牙部分には、当たり判定がない。
倒すと、体の各所から内部爆発による放射光を洩らした後に大爆発する他のボスと違い、体がパーツ毎に分裂し画面奥へ吹き飛んでから、背景のビルを吹き飛ばすほどの大爆発を起こす。

## ストームコーザー(STORM CAUSER)
V'ゾーンに登場する最終ボスで、コードネームはオニキンメ改。ゴールデンオーガを回収し、対シルバーホーク用に改修し投入した巨大戦艦である。V'ゾーン後半の低気圧は当機が発生させている。見た目はゴールデンオーガと同じで、弱点の口の中部分が露出しているのもそのまま。色合いは漆黒で、関節部分が赤色となっている以外は、モチーフのオニキンメに近い色合いだといえる。
第1ゾーンと最終ゾーンのボスが同一のデザインというのはシリーズ唯一で、倒されたときのグラフィック・演出もカラーリング以外同じという珍しい形になっている。
しかし、最終ボスだけに攻撃は熾烈の一言で、通常時の攻撃の激しさの他、戦闘中に自機の攻撃の届かない画面の奥に移動し、そこから一方的に自機に向けて多量の弾を放出してくる。全体的に死角が少なく、まともに戦えばZ'ゾーンのグレートシング以上の難易度となっている。
Aゾーンと同じ口からのビーム砲と腹部砲塔からのロングレーザーに加え、体からJゾーンのネオンライトイリュージョンが使用したものと同じ青い弾を撃つ浮遊機雷を放出し、破壊不可能な機雷を尾鰭の風圧で吹っ飛ばし、腹部からはスプレッドボムを放つ。鰓部分には3方向+5セットの弾を連射する砲台を備え、胸鰭部分を火炎放射器・6方向ラビット連射式レーザー砲台・ガトリング砲に変化させて撃ってくる。背鰭からはホーミングレーザーも撃つ。尾鰭は、風圧を起こすだけではなく、鎖付アンカーとなって自機を狙い、鰭の先端部4箇所からはサンダーレーザーを放つ。
画面奥へ行った時の第一形態では自機のいる手前に向けてホーミング弾（別名ナイスト弾）を放ち、これは非常に避けづらい。更に形態が変化すると、オニキンメの目立つ特徴の一つである大きな側線部分から、弾を多数連射してくる（この攻撃方法は『Gダライアス』のG.T.にも活かされている）。
撃沈すると、嵐は晴れ、再び平穏と平和が戻ったダライアスでの帰還計画が再開されるエンディングとなる。

## 準備稿
準備稿では今とフォルムはやや異なり、目が赤く、大きいものとなっていた。これはストームコーザーも同じだが、牙の数を増やし、より生態的特徴を活かすようにリファインされたデザインとなったと思われる。
なお、パッケージでのゴールデンオーガはこの準備稿時の姿であり、赤い目は準備稿のままであり、鰓蓋部分からビームを撃っている姿は、ストームコーザーの攻撃方法に流用されていったと思われる。

## アブソリュートディフェンダー(ABSOLUTE DEFENDER)
Gダライアスの3面ζゾーンに登場するマツカサウオ型の戦艦。
マツカサウオの特徴である下顎の発光器がバリアー発生装置となっており、この部分を破壊しない限りはボス本体を攻撃することは不可能で、しかも、200発以上バリアーにショットを当ててしまうと、攻撃吸収弾として、沢山の弾やレーザーを撃ち返してくるので、3面ボスの中では最大の難敵となっている。
色はKが黄で、Lが緑。攻撃吸収弾の他、上のKではイリュージョンレーザーを撃ち、下のLではショートレーザーを連射する。口から爆裂大型機雷で、キャプチャー可能なパンツァーグレネイドを吐く。
頭部からスプレイガンとフェザー弾、βビームを撃ち、自機の上下にイリュージョンレーザーも配置する。鰓蓋から高速で蛇行するウェーブ弾と多数のミサイルも撃ってくる。バリアー発生装置は破壊しても再生するが、体全体が弱点であるボスのダメージが深まると、だんだん再生スピードが遅くなる。

## 深海魚型戦艦
シリーズには本種の他に、このような深海魚型戦艦が登場する。

### キングフォスル
キングフォスル参照

### アロイランタン
アロイランタン参照

### ピースデストロイヤー
ピースデストロイヤー参照

### プリックリィアングラー
プリックリィアングラー参照

### デッドリークレッセント
デッドリークレッセント参照

### リスクストレージ
リスクストレージ参照

### ディメンジョンダイバー
ディメンジョンダイバー参照

### エターナルトライアングル
エターナルトライアングル参照

### ハイパージョー
ハイパージョー参照

### ダークモドン(DARK MODON)
PCエンジン版『スーパーダライアスII』のステージ6全てのゾーンで登場するオニボウズギス型戦艦。オニボウズギスの生態的特徴である大きな胃袋によって上下に揺れながら体を引きずり地上を移動して登場する。
腹の胃袋部分である、緑のひだからはみ出した灰色の長方形メカの上に、緑色の胴体がついており、言わば箱か屋台船の上にしゃちほこが載った様な形状している。背中から連続発射する直角追尾弾、頭から上部に放出され真上や斜めに真っ直ぐ伸びるサンダーレーザー、口からの3方向ミサイル弾と腹部からのホーミングミサイルで攻撃してくる。
因みに『ダライアス外伝』では、オニボウズギスモチーフのドモスキン（クロボウズギス科の学名Casmodonのアナグラム）というボスキャラが考えられていたが没になっている。

### フォールディングファン(FOLDING FAN)
ダライアス外伝のD、Fゾーンに登場するオウギベンテンウオモチーフのボスキャラ。色はDが赤紫で、Fが白紫。
ベンテンウオの特性として、上下の鰭を開いて、その棘部からレーザーを6方向二連のセットで発射する。尾鰭からはレーザーを連射し、口からは4方向弾と破裂型レーザー弾、体の砲台からは自機に向かって8方向弾を放つ。
DとFでは発射するレーザーが違い、Dは発射方向と角度が決まっている直線式だが、Fはランダムに曲がる屈曲型で、Fの方が厄介な攻撃をしてくる。また、デッドリークレッセントが使うアンカー型ホーミングレーザーも撃ってくる。

### エクリプスアイ(ECLIPSE EYE)
Gダライアスゾーンαボスキャラクターで、フシギウオモデルの巨大戦艦。
フシギウオ幼魚型の形状で、AとBでは表層を漂う幼体時のみにある、体から長く伸びた鰭の形状が違う。Aは緑で、Bは黄土色。
Aではエクリプスミサイルというキャプチャー可能なミサイルを撃つが、Bでは自機を狙う回転風車となっており、ここからスプレイガンも撃つ。
頭部発光体からエネルギー弾とβビームを撃ち、口からホーミングミサイル、尾からナパーム弾を発射。鰭部分はフェザー弾とスプレイガンも放つ。両目と頬が破壊可能箇所。

### トライポッドサーディン(TRIPOD SARDINE)
Gダライアスβゾーンボスで、コードネームはイトヒキイワシ。
C、Dでは色合いと攻撃方法が異なる。本当のイトヒキイワシのように、胸鰭と尾鰭の下側が伸びた部分で地面に接している。本物が餌のプランクトンをかき集めるように動かす鰭部分からは、ナパーム弾やCのスパークボール、Dのドローレーザーという攻撃がある。
どちらも上下から落下型ホーミングミサイルを撃ち、腹鰭部分がワイヤードスプレイガン砲台となっており、これを自機に向かって伸ばして。3連スプレイガンを連射する。
口からはエネルギー弾を撃ち、頭部後のブロックからはフェザー弾とβビームを撃つが、頭部を破壊するとバーサクモードへ移行して前述のスパークボールやドローレーザーを間断なく撃ってきて、こうなると、速攻で勝負を決めないと危険な状態となる。
Cは紫で、Dは緑のカラーリング。

### ブライトリーステア(BRIGHTLY STARE)
『ダライアスバースト アナザークロニクル』に登場、ダライアス外伝のAゾーン中ボスと同じデメニギスモチーフの戦艦で、2004年に公開された生態記録を元にしたデザイン。色は緑。
頭部を本物のデメニギス同様透明のドームで覆っており（外伝の中ボスにはない）、この部分を破壊しないと弱点である頭部に攻撃できない。全身の鰭から4方向弾と赤い弾を発射し、胴体から拡散ボール、口からのバーストビームといった多彩な攻撃方法を持っているが、最大の武器は光る目から高速で放つ破裂弾や爆雷、そしてフラッシュボム攻撃である。胸鰭は破壊可能。
赤色のインセインステア（INSANE STARE）、青色のグラッシーステア（GLASSY STARE）といった亜種も登場する。

## 深海魚型キャラクター
深海魚モチーフの中ボスなどのキャラクターとして、他にも様々な敵が登場する。
ダライアス外伝
深海魚型キャラクターとして、1面中ボスにデメニギス、3面中ボスにカブトウオ、5面中ボスにバルディビアホシエソが登場する。
ザコキャラにはワニトカゲギス目魚類モチーフのラハジカがQゾーンに出現し、氷を砕いて現れる。
Gダライアス
4面ιとκゾーンには、トライポッドサーディンと同じヒメ目の魚類として、ボウエンギョ型の中ボスのテイルブレード(TAIL BLADE)が登場する。口からの蛇行ウェーブと目からのワイドレーザーに、尾を名前通り、剣のように振るって体当たりしてくるが、キャプチャー後は体当たり攻撃は使えない。
最終ゾーンμとξでは、ムネエソ型中ボスのハードアーマメント(HARD ARMAMENT)が登場。ミサイルとナパーム弾の攻撃をしてくる。キャプチャー後はナパーム弾をコマンド入力で発射。
ゴールデンオーガや、同ゲームのアブソリュートディフェンダーと同じキンメダイ目のキャラクターとしては、大型ザコ敵で、ヒカリキンメダイモチーフのセヤーハが登場する。